# Éclats d'encre
Éclats d'encre est une maison d'édition créée en 2000 par Sandrine Fay spécialisée dans la poésie et le théâtre. Quatre-vingt-quatorze titres provenant d’une cinquantaine d’auteurs ont été édités.
En 2010, Éclats d’encre a repris le fonds de la collection Le Dé bleu des anciennes éditions Idée bleue. La maison a fermé en 2016, et les fonds Éclats d’encre et Dé bleu ont été repris par les éditions À Propos.

## Auteurs publiés
- Agnès Adda
- Stéphane Beauboeuf
- Geneviève Bertrand
- Anne-Lise Blanchard
- Alexandre Blin
- Sylvie Bocqui
- Pierre Cendors
- Rafaël Concejo
- Christophe Condello
- Caroline Corvez
- Chantal Couliou
- Pierrick de Chermont
- Gérard Denizeau
- Damien Gabriels
- Bruno Geneste
- Olivier Goldsmith
- Benjamin Grognet
- Valérie Huet
- Marc Jaffeux
- Mathias Lair
- Martin Laquet
- Rodrigue Lavallé
- Emmanuelle Le Cam
- Corinne Le Lepvrier
- Lilian Lloyd
- Pierre Maubé
- Dany Moreuil
- Vincent Motard
- Caroline Nicolas
- Lydia Padellec
- Fabien Pio
- Louis Raoul
- Benoît Reiss
- Geneviève Roch
- Emmanuelle Rodrigues
- Jean-François Sené
- Bernard Schürch
- Julien Soulier
- Serge Torri
- Dominique Valle
- Eliane Vernay
- Hélène Vidal